# Reproductive Toxicology
Reproductive Toxicology, abgekürzt Reprod. Toxicol., ist eine wissenschaftliche Fachzeitschrift, die vom Elsevier-Verlag veröffentlicht wird. Derzeit erscheint die Zeitschrift mit acht Ausgaben im Jahr. Es werden Arbeiten veröffentlicht, die sich mit dem Einfluss von Chemikalien und physikalischen Noxen auf die Reproduktion beschäftigen.
Der Impact Factor lag im Jahr 2014 bei 3,227. Nach der Statistik des ISI Web of Knowledge wird das Journal mit diesem Impact Factor in der Kategorie Reproduktionsbiologie an sechster Stelle von 30 Zeitschriften und in der Kategorie Toxikologie an 22. Stelle von 87 Zeitschriften geführt.